# کته زونمان
کته زونمان (انگلیسی: Käthe Sohnemann; ۶ مهٔ ۱۹۱۳ – تاریخ ورودی نامعتبر است) ژیمناست هنری اهل آلمان بود.